# Stock 5
 (avril 2010).
Stock 5 est un amas ouvert de la constellation boréale de Cassiopée.